# Сан (река)
Сан или Санок (пољ. San, укр. Сян) је река у југоисточној Пољској, која делом свог тока чини границу између Украјине и Пољске. Река Сан је десна притока Висле. Река је дугачка 443,4 km, а површина њеног слива износи 16.861 km² (14.390 km² у Пољској и 2.471 km² у Украјини).

## Ток
Река Сан извире на надморској висини од 900 m, на источној страни врха Пињашкови (пољ. Piniaszkowy) на граници Пољске и Украјине, у близини насеља Саинки (пољ. Sianki). У горњем току река тече у правцу северозапада, пролази кроз насеље Бјешчади (пољ. Bieszczady). Код града Бјешчади на реци су направљена два вештачка водена резервоара: Солињско језеро (пољ. Jezioro Solińskie) и Мичиковско језеро (пољ. Jezioro Myczkowskie). Потом, у близини града Санока, река мења правац и тече на север. У околини Динова (пољ. Dynów) скреће на исток и меандрирајући долази до Пшемисла. На делу тока од изворишта до Пшемисла Сан је планинска река. Источно од Пшемисла по последњи пут мења правац и поново тече на северозапад.
На овом делу тока река пролази кроз долину Доњег Сана (пољ. Dolina Dolnego Sanu). Ту се у Сан уливају бројне притоке. Долина реке је у том делу тока широка до 10 km. Сан се улива у Вислу северно од Сандомјежа (пољ. Sandomierz).
Долина реке Сан у делу од Пшемисла до Сандомјежа представља битан саобраћајни фактор и кроз њу пролазе државни пут 862 и железничка пруга Пшемисл–Розвадов.

## Насеља
У долини Доњег Сана се налазе насеља: Јарослав (пољ. Jarosław), Радимно (пољ. Radymno), Пшеворск (пољ. Przeworsk), Сјењава (пољ. Sieniawa), Лежајск (пољ. Leżajsk), Кжешов (пољ. Krzeszów), Уланов (пољ. Ulanów), Рудник над Саном (пољ. Rudnik nad Sanem), Њиско (пољ. Nisko) и Сталова Вола (пољ. Stalowa Wola). У долини Горњег Сана леже насеља Леско (пољ. Lesko), Загож (пољ. Zagórz), Санок (пољ. Sanok), Динов (пољ. Dynów) и Пшемисл (пољ. Przemyśl).

## Називи кроз историју
Река Сан се кроз историју помињала под различитим именима:
Сан (San) 1339. године, Шан (Szan) 1406. године, Санок (Sanok) 1438. године, Сан (Saan) 1439. године, Саин (Sayn) 1445. године, Сан (San) 1467. године, Шан (Szan) 1517. године, Схан (Schan) 1526. године. Име реке вероватно потиче од праиндоевропске речи која означава битар поток.
Интересантно је да "San" на галском језику значи „река“.

## Притоке Сана
Важније притоке реке Сан: 
- У горњем току (до Пшемисла): 
  - Волосати,
  - Солинка,
  - Хочевка,
  - Ослава,
  - Саночек,
  - Тиравски,
  - баричка,
  - Ступњица (пољ. Stupnica),
- У доњем току (од Пшемисла): 
  - Вјар
  - Вишња (пољ. Wisznia)
  - Рада
  - Ленг Рокјетњицки (пољ. Łęg Rokietnicki)
  - Шкло
  - Лубачковка (пољ. Lubaczówka)
  - Лубјења (пољ. Lubienia)
  - Вислок (пољ. Wisłok)
  - Тжебосњица (пољ. Trzebośnica)
  - Танев (пољ. Tanew)
  - Букова (пољ. Bukowa)

## Галерија
- Сан, Трепча
- Сан, Санок